# Jan Arnald
Jan Arnald, född 11 januari 1963 i Sollentuna, är en svensk roman- och novellförfattare, litteraturkritiker och litteraturvetare, internationellt känd deckarförfattare under pseudonymen Arne Dahl samt författare till romanen Barbarer (2001), den biografiskt influerade Maria och Artur (2006) och Intimus (2010). Han har också doktorerat i litteraturvetenskap, har en lång historia som litteraturkritiker i Dagens Nyheter, Göteborgs-Posten, Aftonbladet och iDag och har varit redaktör för kulturtidskrifterna Aiolos och Artes.

## Författarskap
Under pseudonymen Arne Dahl har han skrivit ett antal kriminalromaner om den fingerade A-gruppen, "Rikskriminalpolisens speciella enhet för våldsbrott av internationell art", med huvudpersoner som Paul Hjelm, Kerstin Holm och Arto Söderstedt. Böckerna är översatta till 32 språk.
Den 10 juni 2011 utkom Viskleken, den första av fyra planerade böcker om Opcop, en hemlig operativ enhet i Europol, med några av A-gruppens tidigare medlemmar, bl.a. Paul Hjelm, Kerstin Holm och Sara Svenhagen. Viskleken fick sedermera Svenska Deckarakademins pris för årets bästa svenska kriminalroman 2011 och nominerades till Glasnyckeln för årets bästa nordiska kriminalroman. Därefter kom "Hela havet stormar" (maj 2012), varpå Arne Dahl aktiverade sina läsare på Facebook med förslag på lektitlar till nästa bok. Resultatet blev "Blindbock" (utkom 2013). Opcop-kvartetten avslutades så med "Sista paret ut" 2014.
Därefter initierades en ny kvintett, om ex-poliserna Sam Berger och Molly Blom. Den första boken i sviten, "Utmarker" (2016), kallades av Sydsvenskans kritiker för "den bästa svenska kriminalromanen någonsin" och sviten uppmärksammades stort i Europa. Det sista bandet i kvartetten kom ut 2021 under titeln "Islossning".
2023 inleder Arne Dahl en ny romanserie, om poliskollektivet Nova inom Noa, Polismyndighetens Nationella operativa avdelning.
Åren 2009–2010 filmatiserades de fem första böckerna om A-gruppen. Den första av dessa, Arne Dahl: Misterioso, sändes i två delar av Sveriges Television den 27 och 28 december 2011. De fyra resterande filmerna sändes hösten 2012, men utkom dessförinnan på DVD. Under våren 2015 sändes filmatiseringarna av de fem sista böckerna om A-gruppen, fördelade på tio avsnitt.

## Romaner

### Som Arne Dahl

#### A-gruppen
- Ont blod (utgiven 1998, utspelar sig 1998)
- Misterioso (utgiven 1999, utspelar sig 1997)
- Upp till toppen av berget (utgiven 2000, utspelar sig 1999)
- Europa Blues (utgiven 2001, utspelar sig 2000)
- De största vatten (utgiven 2002, utspelar sig 2001)
- En midsommarnattsdröm (utgiven 2003, utspelar sig 2002)
- Dödsmässa (utgiven 2004, utspelar sig 2003)
- Mörkertal (utgiven 2005, utspelar sig 2004)
- Efterskalv (utgiven 2006, utspelar sig 2005)
- Himmelsöga (utgiven 2007, utspelar sig 2006)
- Elva (utgiven 2008, utspelar sig 2007)

#### Opcop
- Viskleken (utgiven 2011, utspelar sig 2009)
- Hela havet stormar (utgiven 2012, utspelar sig 2010)
- Blindbock (utgiven 2013, utspelar sig 2011)
- Sista paret ut (utgiven 2014, utspelar sig 2011)

#### Sam Berger och Molly Blom
- Utmarker  (utgiven 2016)
- Inland (utgiven 2017)
- Mittvatten (utgiven 2018)
- Friheten (utgiven 2020)
- Islossning (utgiven 2021)

#### Nova
- I cirkelns mitt  (utgiven 2023)

#### True fiction
- Skaparen (tillsammans med Jonas Moström, utgiven 2024)

### Som Jan Arnald
- Chiosmassakern (roman, 1990)
- Nalkanden (diktsamling, 1992)
- Genrernas tyranni (doktorsavhandling, 1995)
- 3 variationer (prosa, 1996)
- Klä i ord (berättelser, 1997)
- Barbarer (roman, 2001)
- Maria och Artur (roman, 2006)
- Intimus (roman, 2010)

## TV-serier
- Arne Dahl: Misterioso, 2011
- Arne Dahl: Ont blod, 2012
- Arne Dahl: Upp till toppen av berget,  2012
- Arne Dahl: De största vatten, 2012
- Arne Dahl: Europa Blues, 2012
- Arne Dahl: En midsommarnattsdröm, 2015
- Arne Dahl: Dödsmässa, 2015
- Arne Dahl: Mörkertal, 2015
- Arne Dahl: Efterskalv, 2015
- Arne Dahl: Himmelsöga, 2015

## Priser och utmärkelser
- 2003 Det danska Palle Rosenkrantz-priset, för Europa Blues
- 2005 Deutscher Krimi Preis, för Upp till toppen av berget
- 2006 Deutscher Krimi Preis, för Europa Blues
- 2007 Svenska Deckarakademins specialpris för hans "vitalisering och utveckling av kriminalgenren genom sin dekalogi om A-gruppen"
- 2010 Radio Bremen Krimipreis för hans "förmåga att utvinna helt nya perspektiv ur väl upptrampade brottsstigar"
- 2010 Nominerad till European Crime Fiction Star Award (Ripper Award) 2010/11
- 2011 Svenska Deckarakademins pris för årets bästa svenska kriminalroman 2011 (Viskleken)
- 2012 Nominerad till det danska Palle Rosenkrantz-priset för Viskleken
- 2012 Nominerad till Glasnyckeln för årets bästa nordiska kriminalroman 2011 (Viskleken)
- 2013 Nominerad till The International TV Dagger Award (för TV-serien "Arne Dahl", säsong 1)
- 2013 Nominerad till Svenska Deckarakademins pris för årets bästa svenska kriminalroman 2013 (Blindbock)
- 2013 Nominerad till Stora Ljudbokspriset[7] i deckarkategorin (Blindbock)
- 2014 Nominerad till European Crime Fiction Star Award (Ripper Award)[8] 2014/15
- 2014 Nominerad till VN-Thriller van het Jaar 2014[9], av den holländska tidskriften Vrij Nederland[10] (Viskleken)
- 2016 Nominerad till LovelyBooks’ Der Leserpreis (Best Crime & Thriller of 2016), Tyskland (Utmarker)
- 2017 Nominerad till Sveriges Radios novellpris (novellen "Om ett träd")
- 2017 Nominerad till ThrillZone Awards (bästa översatta thriller), Nederländerna (Utmarker)
- 2018 European Crime Fiction Star Award (Ripper Award), för sitt samlade verk[11]
- 2018 Nominerad till ThrillZone Awards (bästa översatta thriller), Nederländerna (Inland)

## Övrigt
Jan Arnald har också varit redaktör för Tidskriften Aiolos och Tidskriften Artes.